# Pierre-Jean Burette
Pour les articles homonymes, voir Burette (homonymie).
Pierre-Jean Burette, né à Paris le 21 novembre 1665 et mort à Paris le 19 mai 1747, est un médecin et historien français de l'Antiquité.

## Sa vie et son œuvre
Élève de son père, le compositeur et harpiste Claude Burette, il étudie et pratique la musique alors qu'il est encore tout jeune enfant. Son habileté à jouer de l'épinette lui ayant attiré les faveurs de Louis XIV, les courtisans se pressent autour de lui pour lui réclamer des leçons. Il consacre cependant tout l'argent que lui rapportent ses cours à l'achat de livres pour étudier le latin et le grec. Il délaisse ensuite la musique et entre au collège d'Harcourt, où il étudie les humanités, puis s'inscrit à la faculté de médecine de Paris. Reçu docteur en 1690, il devient médecin à l'hôpital de la Charité, où il exerce sans interruption pendant près de trente-cinq ans. Il occupe successivement plusieurs chaires de médecine, dont celle du Collège royal de 1710 à 1747. 
Parallèlement à sa carrière médicale, il mène des recherches sur l'Antiquité et publie un grand nombre de mémoires sur la musique, la danse, la gymnastique, la lutte, la course et le pugilat chez les Grecs et les Romains. En 1715, il est nommé censeur royal et il est élu membre de l'Académie royale des inscriptions et médailles. En 1716, il devient rédacteur du Journal des sçavans. 
Outre ses travaux historiques et quelques dissertations médicales, Pierre-Jean Burette a publié en 1735 une traduction du Dialogue sur la musique de Plutarque.

## Sources
1. ↑  Éléments biographiques d'après (1) Charles-Louis-Fleury Panckoucke, Dictionnaire des sciences médicales, Biographie médicale, Paris, 1821, vol. III, et  (2) Amédée Dechambre, Dictionnaire encyclopédique des sciences médicales, Paris, 1870, vol. XI.